# Pablo Records
Pablo Records ist ein von Norman Granz gegründetes US-amerikanisches Jazz-Label.

## Geschichte des Plattenlabels
Pablo Records wurde 1973 von Granz gegründet, der 1962 sein Schallplattenlabel Verve Records an MGM Records verkauft hatte. Pablo Records hatte Granz nach seinem Lieblingsmaler Pablo Picasso benannt. Um sein neues Label zu finanzieren, hatte Granz einige Picasso-Werke verkaufen müssen. Von Pablo Records veröffentlichte Künstler waren vor allem Ella Fitzgerald, Oscar Peterson und Joe Pass. Später folgten Aufnahmen von Count Basie, John Coltrane, Dizzy Gillespie und Sarah Vaughan sowie Neuausgaben von Clef/Norgran- und Verve-Einspielungen, wie etwa The Tatum Group Masterpieces Vol. 5 (1975). Mitte der 1970er Jahre nahmen auch  Milt Jackson und Paulinho da Costa für Pablo auf. Hervorhebenswert ist auch die umfangreiche Dokumentation der Montreux Jazz Festival von 1975 und 1977, die Veröffentlichung von Live-Aufnahmen von Muddy Waters, den JATP All-Stars und von John Coltrane (Afro Blue Impressions, 1963) sowie die Wiederveröffentlichung der Werke von Art Tatum (Complete Group Masterpieces).
1987 wurde das Label von Fantasy Records übernommen, die danach bislang unveröffentlichte Aufnahmen unter dem Label Pablo herausgab.

## Zitat
„Ich erinnere mich noch, ich sah Norman Granz aus einem Meeting mit Verkaufsleitern der großen Plattenfirmen kommen, die Pablo Records hier im Land vertrieb. Die Verkaufsleiter hatten Bedenken gehabt, weil von einem bestimmten Album des Pianisten Tommy Flanagan nur 3000 Stück verkauft worden waren. ‚Na und?‘, brüllte sie Granz an. ‚Wenn 3000 Leute Freude an Tommy Flanagans Musik haben, warum sollte man sie ihnen nicht zukommen lassen?‘“